# ユリウス・クラウツ
ユリウス・クラウツ（独: Julius Krautz、1843年9月11日 - 1921年4月24日）は、ドイツ帝国（プロイセン王国）の死刑執行人である。
1870年から1889年まで死刑執行人を務め、53人の死刑を執行した。
普仏戦争に下士官として従軍して鉄十字を授与された。その後ベルリンへ行き死刑執行人に就任した。
1878年8月16日にヴィルヘルム1世の暗殺未遂事件を起こしたMax Hödelの死刑を執行した。
一回の死刑執行で300から500マルクの報酬を得ていたが、3人の死刑執行人助手の経費を引くと純利益は150マルクだった。